# Olsztyn Śródmieście
Olsztyn Śródmieście – przystanek osobowy na osiedlu Śródmieście przy ul. 1 Maja w Olsztynie, w województwie warmińsko-mazurskim.

## Ruch pasażerski
| Rok  | Wymiana pasażerska na dobę |
| ---- | -------------------------- |
| 2022 | 150-199                    |

Według wcześniej stworzonych planów przystanek ma dwa perony o długości 150 metrów. Obiekt był budowany w ramach projektu „Prace na linii kolejowej nr 216 na odcinku Działdowo – Olsztyn”, finansowanego ze środków unijnych - Program Operacyjny Polska Wschodnia na lata 2014–2020. W kwietniu 2019 PKP Polskie Linie Kolejowe SA podpisały umowę z konsorcjum Torhamer – Rajbud na prace projektowe i budowlane na linii kolejowej nr 220 na odcinku Olsztyn – Gutkowo. Wartość prac wynosiła 66,1 mln zł netto.
Obiekt oddany został do użytku 15 grudnia 2019. Perony są dostępne dla osób z niepełnosprawnościami.
13 czerwca 2021 oddano do użytku drugi peron. 30 czerwca podpisano umowę na budowę węzła przesiadkowego. Węzeł oddano do użytku 10 stycznia 2023.